# 拉沟乡
拉沟乡，是中华人民共和国广西壮族自治区柳州市鹿寨县下辖的一个乡镇级行政单位。

## 行政区划
拉沟乡下辖以下地区：
民主村、背塘村、拉沟村、六章村、木龙村、关江村和大坪村。